# El Frontón

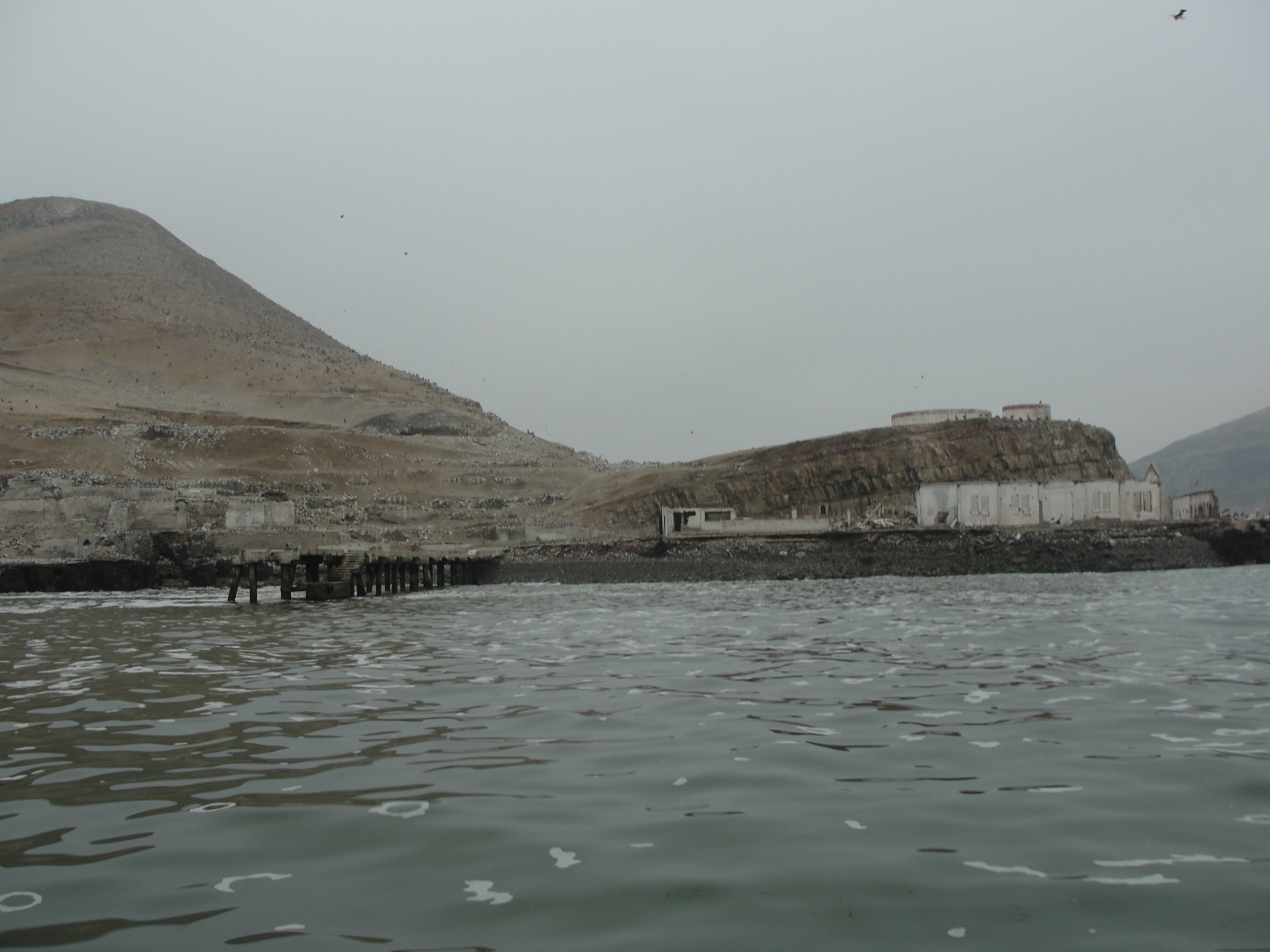
El Frontón (2012).

El Frontón is een eiland in het stadsdistrict La Punta van de provincie Callao in de gelijknamige regio van Peru.
Het eiland is een lange tijd een gevangenis geweest. Net als Alcatraz was ontsnappen vrijwel onmogelijk vanwege het koude water, de afstand tot het vasteland en de stromingen.
Fernando Belaúnde Terry, president van Peru, werd op het eiland gevangengehouden als politiek gevangene. Eenmaal trachtte hij (zonder succes) zwemmend te ontsnappen. Een ander politiek figuur, Hugo Blanco, werd hier ook gevangengehouden.
Ten tijde van de terreur van de beweging Lichtend Pad werd het eiland gebruikt om militanten op te sluiten. In 1986 werd de gevangenis door gevangenen en aanhangers van de beweging bezet en bewakers gedood. Er werd geëist dat er 500 gevangenen zouden worden vrijgelaten, uit diverse gevangenissen in Peru. De regering zond een onderhandelingsteam, maar er werd geen resultaat geboekt. Hierop volgde op 19 juni 1986 een aanval van het Peruviaanse leger op de gevangenis, waarbij honderden doden vielen. De gevangenis werd nadien gesloten.